# Bdellio

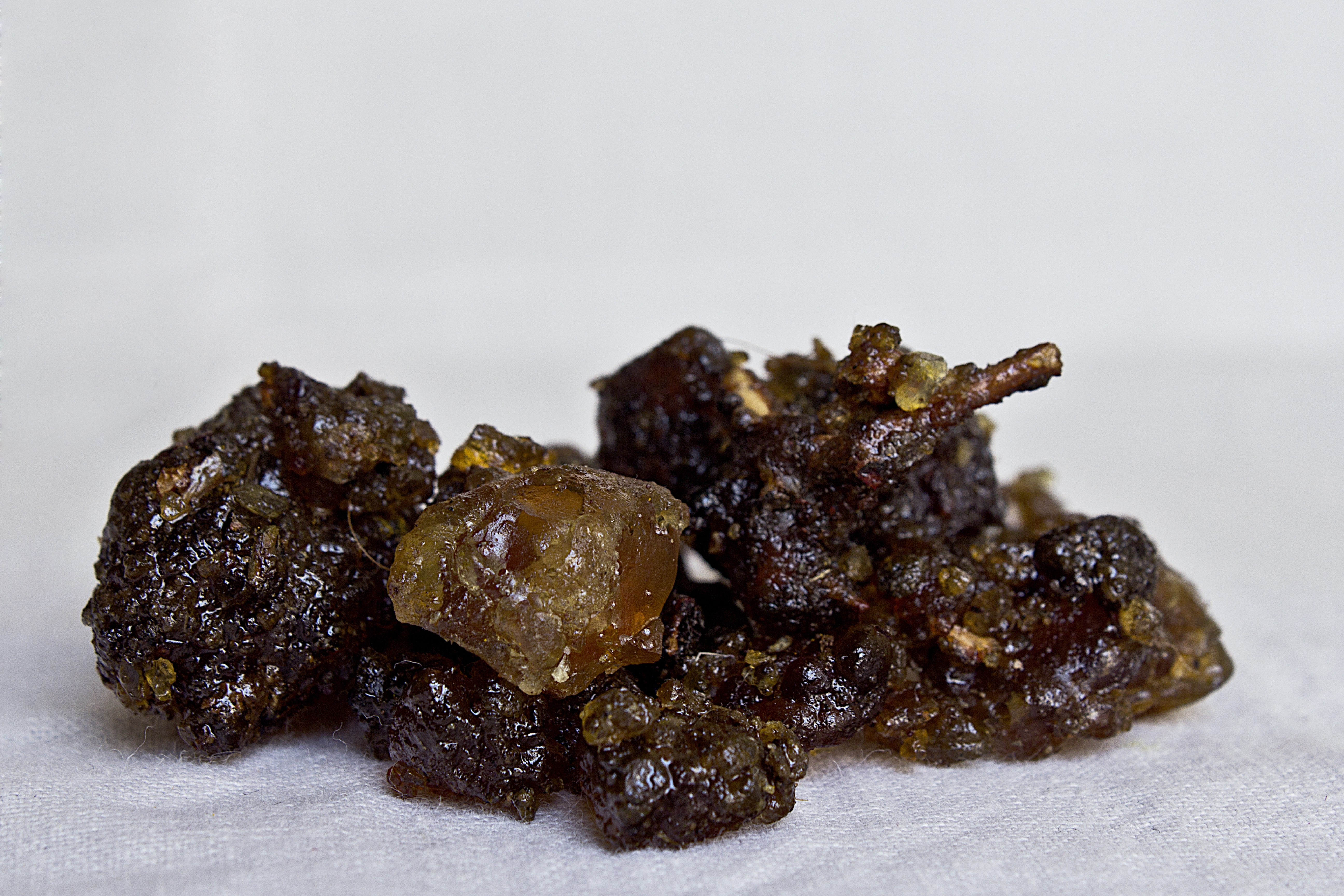
Bdellio

Lo bdèllio (dal lat. bdellium, gr. βδέλλιον bdèllion, termine di origine semitica) è una gommoresina. 
Allo stato naturale si presenta sotto forma di grosse lacrime sferoidali, rossastre o rosso-brune, dall'odore aromatico simile a quello della mirra (prodotta per lo più a partire dalla Commiphora myrrha) e dal sapore molto amaro. Si ricava da varie specie di piante appartenenti ai generi Commiphora (Commiphora wightii e Commiphora africana) e Burseracee (africane e asiatiche). 
Lo bdèllio trova applicazione in ambito medico e profumiero. Nel primo caso è utilizzabile per realizzare amari, tonici e astringenti, ma anche impiastri e cerotti. Nel secondo caso può essere utilizzato come sofisticante della mirra. Viene citato anche nell'Antico Testamento  e faceva parte dei vari aromata commercializzati dai Sabei fin dal II millennio a.C.